# Mascarada (Joan Abelló i Prat)
Mascarada és una pintura a l’oli del pintor català Joan Abelló, datada en 1953. En l’obra, l’artista ens representa una escena de festa, inspirant-se en la gent de Mollet del Vallès, ciutat natal del pintor. La peça forma part de la col·lecció del Museu Abelló.

## Descripció de l'obra
El pintor català representa en aquesta obra, una escena dinàmica on es representen diferents personatges tocant instruments i ballant, tots ells disfressats o portant màscares. Un d’ells, al centre de la composició, porta un estàndard on es pot llegir “l'enterro” i hi ha dibuixada una sardina, per la qual cosa podem interpretar que es tracta de la festivitat de l'enterrament de la sardina. Les diferents postures i actituds de la gentada representada fa que sigui, en conjunt, una obra molt dinàmica i viva malgrat que disposa d’un cromatisme generalment contingut amb un predomini de tons foscos, tot plegat amb una quantitat de massa pictòrica molt notable.
A manera de processó, el pintor Abelló ens representa a més d’una desena de personatges en primer terme, amb cossos molt estilitzats i de postures forçades que, fins i tot, arriben a lligar-se entre si. Flautes, flors, sardines, un paraigua, pa, una guitarra i fins i tot un mussol són alguns dels objectes amb els quals Abelló ha volgut reproduir aquesta escena de festa. Possiblement, d’entre totes les figures la que més destaqui sigui la d’un nen situat en primer terme al centre de la composició, sobre el qual Pedro voltes (1974) afirma: “quan representa una murga grotesca sota la rúbrica de ‘l'enterro de la sardina’, posant en primer terme una figura infantil on l’artista es commemora a si mateix com un nen”.
L’obra està signada i datada a l’angle inferior dret, i al revers del quadre es troba una inscripció que posa “Mascarada” i el nom del carrer on es va fer, que indicaria que la peça es va realitzar a Can Pellicer.

## Context de l'obra
Podem saber més sobre la història d’aquest quadre, gràcies a la publicació de Josep Masats (2001), on el mateix Abelló afirma que:
| «                                                                                             | L'enterrament de la sardina (com anomena a aquesta peça) està inspirat en gent de Mollet del Vallès. Abans de la guerra, durant en carnaval, hi havia un dia dedicat només als homes. Es disfressaven, feien la rua i anaven a ballar. El nen que hi ha al mig del grup, cofat amb una gorra granatosa i amb un branquilló d’olivera a la mà, vol ser el meu autoretrat d’aleshores. És una obra expressionista, del 53. Hi noto, passats els anys, algun deix, com d’en Gutiérrez-Solana i, pel que fa a les màscares, hi ha l'empremta del que feia Goya, dels carnavals. També en vaig fer una sèrie d’estudis que em sembla que tenen interès i els voldria recuperar. | » |
| — Joan Abelló i Prats, MASATS, Josep., Les arrels d’Abelló., Editorial Mediterranea 2001, 144 | |   |

Estilísticament, els anys cinquanta, anys en els quals es realitza aquesta peça, són una dècada molt variada en la qual naixeran nous conceptes, viurà l’anomenada “època negra”, innovarà tècniques treballant en el seu estil explosivista i reafirmarà la seva trajectòria dins d’un personal i singular expressionisme, sempre fidel al seu perfil experimentador i canviant.

## Exposicions
- Abelló, una trajectòria. Exposició Manel Mayoral, Barcelona, 1993

- Abelló en Madrid, Museu de la Ciudad, Madrid, 07/10/2004 - 28/11/2004

- Dau al Set, en el fons del Museu Abelló, Museu Abelló. Mollet del Vallès, 03/05/2007 - 08/07/2009